# Adonisea illustra
Adonisea illustra är en fjärilsart som beskrevs av Smith 1906. Adonisea illustra ingår i släktet Adonisea och familjen nattflyn. Inga underarter finns listade i Catalogue of Life.